# George Wood (calciatore)
George Wood (Douglas, 26 settembre 1952) è un ex calciatore scozzese, di ruolo portiere.

## Carriera
Con la nazionale scozzese ha partecipato ai Mondiali di calcio 1982.